# Johannes Christiaan Reinier Bonebakker
Johannes Christiaan Reinier Bonebakker (Amsterdam, 26 augustus 1829 – aldaar, 3 september 1883) was een Nederlandse koopman en fabrikant van goud- en zilverwerken. Als lid van het Amsterdamse juweliersgeslacht Bonebakker vertegenwoordigde hij de derde generatie van het familiebedrijf As Bonebakker & Zoon, een vooraanstaande juweliers- en zilversmederij in Nederland.

## Biografie
Bonebakker werd geboren als zoon van Jacques Antoine Bonebakker (1798–1868) en Wendelina Elisabeth van Manen. Zijn grootvader Adrianus Bonebakker (1767–1842) vestigde zich in 1792 in Amsterdam en nam in 1802 samen met Diederik Lodewijk Bennewitz de goud-, zilver- en juwelierswinkel van de gebroeders Peirolet over. Het bedrijf opereerde aanvankelijk onder de naam Gebroeders Peirolet, Bennewitz & Bonebakker, later als Bennewitz & Bonebakker. Na hun zakelijke scheiding in 1821 gingen Adrianus en zijn zoon Jacques Antoine verder onder de naam As Bonebakker & Zoon.
Het bedrijf kreeg talloze prestigieuze opdrachten. Zo vervaardigde Bonebakker in 1806 de stadssleutels van Amsterdam voor koning Lodewijk Napoleon, en in 1811 een tweede set voor keizer Napoleon Bonaparte. In 1816 leverde de firma een 419-delig zilveren tafelservies aan kroonprins Willem (de latere koning Willem II) en Anna Pavlovna, als huwelijksgeschenk van de stad Amsterdam. In 1840 vervaardigde Bonebakker, in opdracht van koning Willem II, de Nederlandse koningskroon (de inhuldigingskroon), die tot op heden bij alle inhuldigingen wordt gebruikt.
In 1854 trad Johannes samen met zijn oudere broer Willem Christiaan Bonebakker (1827–1906) toe tot het familiebedrijf. In datzelfde jaar breidde de firma uit met een eigen goud- en zilverwerkplaats aan de Korte Leidsedwarsstraat in Amsterdam, onder leiding van meester-zilversmid Pieter Pieterse. Rond deze periode droeg hun vader Jacques Antoine de leiding geleidelijk over aan zijn zoons.
Na diens overlijden in 1868 namen Johannes en Willem Christiaan het bedrijf volledig over. Onder hun leiding voerde de firma verscheidene belangrijke opdrachten uit. In 1863 ontwierp Bonebakker de zogeheten Artis- of Westermanbokaal, ter gelegenheid van het 25-jarig jubileum van dierentuin Natura Artis Magistra. De rijkversierde zilveren bokaal werd uitgevoerd door Pieter Pieterse en beeldde het dierenrijk uit, met op het deksel een figuur van Minerva. De bokaal werd aangeboden aan Artis-directeur G.F. Westerman. In 1875 vervaardigde de firma een gouden erevaas ter ere van generaal Jan van Swieten, vanwege diens rol in de Atjehoorlog.
Johannes Bonebakker trad in het huwelijk met Henriëtta Jacoba Maria Krüsemann, afkomstig uit het geslacht Krüsemann. Het echtpaar kreeg ten minste één kind: Willem Gerard Bonebakker (1861–1920), die later eveneens firmant werd bij As Bonebakker & Zoon.
Hij overleed op 3 september 1883 in Amsterdam, op 54-jarige leeftijd. Zijn broer Willem Christiaan zette het bedrijf voort, waarna de volgende generatie — Willem Gerard Bonebakker en Carl Bonebakker — in respectievelijk 1883 en 1891 toetrad als firmant.

## Verdere literatuur en archieven
- Van Benthem, Barend J. (2005). De werkmeesters van Bennewitz en Bonebakker. Amsterdams grootzilver uit de eerste helft van de 19de eeuw. Zwolle: Waanders Uitgevers. ISBN 9789040090097.
- Archief As Bonebakker & Zoon, Nederlands Instituut voor Kunstgeschiedenis (RKD).
- Archief As Bonebakker & Zoon, Stadsarchief Amsterdam (inventarisnummer 406).